# Cross Valley Corridor
De Cross Valley Corridor is een voorgestelde treindienst voor reizigersvervoer in de Central Valley, een grote landbouwregio in de Amerikaanse staat Californië, tussen de plaatsen Huron en Porterville. De treindienst zal niet alleen de verschillende steden en gemeenten met elkaar verbinden, maar biedt nabij Hanford ook een overstapmogelijkheid op het geplande Kings/Tulare-station van de California High-Speed Rail. De 130 km lange verbinding zal voornamelijk gebruikmaken van een bestaande spoorlijn die in de jaren 1870 en 1880 door de Southern Pacific Railroad is aangelegd. Tegenwoordig is de spoorlijn in eigendom van de Union Pacific Railroad, met de San Joaquin Valley Railroad als voornaamste spoorvervoerder.
De eerste studies naar reizigersvervoer zijn in het midden van de jaren 1990 uitgevoerd. In 2003 werd het spoor tussen Huron en Visalia vernieuwd dankzij een publiek-private samenwerking van onder andere de lokale overheden en de San Joaquin Valley Railroad.
De ontwikkeling van de Cross Valley Corridor vindt plaats in drie fases. De eerste fase wordt gekenmerkt door het verbeteren van de busverbindingen tussen Huron en Porterville. In de tweede fase zal reizigersvervoer per trein worden opgestart tussen Lemoore en Visalia. Uiteindelijk zal in de derde fase de treindienst worden uitgebreid naar Huron en Porterville, waarmee de doelstelling – een treindienst op de gehele corridor – zal zijn behaald.